# Cielo sin luz
«Cielo Sin Luz» es una canción pop de la cantante peruana Anna Carina. Es el primer sencillo de su tercer álbum de estudio AnnaCarinaPop. La canción fue escrita por la propia Anna Carina. Fue estrenada en noviembre del 2009, aun cuando la cantante estaba atareada por los ensayos del reality El Show De Los Sueños. La canción tuvo una muy buena acogida, ya que Copello contaba con más admiradores gracias a este show. 

## Video musical
El video musical de Cielo Sin Luz fue dirigido por Jorge Carmona. Estuvo trece semanas consecutivas en "Los 10 + Pedidos" de MTV Latinoamérica desde el primer día de la temporada 2010 del programa, el cual comenzó el 8 de febrero de 2010, haciendo un debut en el puesto 3 y al día siguiente alcanzando el puesto 1, posicionándose como tal 22 veces, estuvo un total de 64 días dentro de los 10+ Pedidos, asimismo entró a las listas de Ritmoson Latino.
Anna Carina declaró: 

«Fue una sorpresa para mí. Estoy muy emocionada y agradecida con todas las personas que están apoyando mi video. Para mí es una felicidad inmensa saber que todo el esfuerzo y el trabajo que vengo realizando desde hace muchos años en mi carrera se empieza a recompensar y es por eso que cada vez le pongo más ganas y energías a todo lo que está por venir.»

### Trama

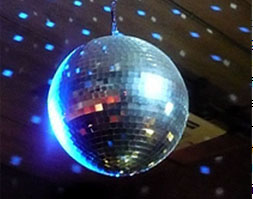
El video musical cuenta con inspiraciòn de la música Disco

El video fue grabado en formato HD. En la apertura, y en casi todo el video a excepción de ciertos cortes, se ve a Anna Carina cantando en una colorida cocina, llena de cuadros parecidos a los de ajedrez y pinturas de matices rojos. El atuendo que viste Anna Carina en estas tomas es de una blusa celeste corrida, un short corto, medias largas de futbolista y tacones rojos. En una de las siguientes tomas se ve a Anna Carina con una falda amarilla de tirantes negros, cantando y bailando en un escenario de fondo blanco acompañado de globos plateados. En otra de las tomas, se ve a la cantante bailando esta vez en un escenario negro, acompañada con una esfera giratoria de música disco y vestida con un enterizo de cuero negro, se ve en el piso la inscripciòn de una "X" que indica los puntos en donde debe bailar.
 El coreógrafo de este video fue su soñador (bailarín acompañante) de El Show De Los Sueños, Carlos Suárez.

## Posicionamiento en las listas
| Ranking                                   | Mejor Posición |
| ----------------------------------------- | -------------- |
| MTV Los Diez + Pedidos Centro (x 23 días) | 1              |
| MTVLA Los 100 + Pedidos 2010              | 9              |
| Top 10 Colombia                           | 3              |